# Theresa Michalak
Theresa Michalak (* 7. Mai 1992 in Halle (Saale)) ist eine deutsche Schwimmerin.

## Privates
Michalak wuchs in Halle (Saale) auf und besuchte das Sportgymnasium Halle. Im Januar 2015 gab sie bekannt, dass sie mit einer Frau liiert ist.

## Erfolge
- 2007 brachten der Fünfzehnjährigen bei den Deutschen Kurzbahnmeisterschaften in Essen zwei Altersklassenrekorde über 100 und 200 m Lagen und damit jeweils Deutsche-Meister-Titel bei den Senioren.
- Bei den Deutschen Kurzbahnmeisterschaften 2008 im Hauptbad Essen gewann sie über 100, 200 und 400 m Lagen.
- Sie schwamm beim Kurzbahn-Weltcup in Stockholm (2009) über 100 Meter Lagen in 59,34 Sekunden deutschen Rekord, der zuvor von Britta Steffen gehalten wurde.[3]
- Beim Kurzbahn-Weltcup in Berlin (2009) verbesserte sie den deutschen Rekord über 200 Meter Lagen von 2:09,40 Minuten auf 2:07,65 Minuten.
- Bei Deutschen Kurzbahnmeisterschaften in Essen (November 2009) gewann sie die Wettbewerbe über 100, 200 und 400 Meter Lagen in 59,42 Sekunden, 2:08,47 Minuten bzw. 4:32,62 Minuten und wurde jeweils deutsche Meisterin. Dabei erfüllte sie in allen drei Strecken die Norm für die Europameisterschaften vom 10. bis 13. Dezember 2009 in Istanbul.[4]
- Beim Kurzbahn-Weltcup 2008 in Berlin siegte Theresa Michalak über 200 Meter Lagen in 2:10,92 Minuten. Über die halbe Distanz wurde sie in 1:01,22 Minuten Dritte.
- Im Jahr 2010 belegte Michalak einen 5. Platz bei den Kurzbahnweltmeisterschaften in Dubai über 100 Meter Lagen sowie den 3. Platz bei den Kurzbahneuropameisterschaften in Eindhoven über 100 Meter Lagen sowie einen 4. Platz über 200 Meter Lagen.
- Beim Weltcup in Stockholm 2011 gewann die Sportschülerin über 100 Meter Lagen, beim Weltcup in Berlin wurde sie Zweite.
- Bei den Kurzbahneuropameisterschaften 2011 in Stettin holte Michalak überraschend ihren ersten internationalen Titel in deutschem Rekord in 59,05 Sekunden über 100 Meter Lagen[5] vor Zsuzsanna Jakabos, Ungarn, und Mie Ø. Nielsen, Dänemark.
- Die Deutschen Kurzbahnmeisterschaften 2012 in Wuppertal brachten ihr zum wiederholten Mal die Titel über 100, 200 und 400 m Lagen.
- Sie qualifizierte sich für die Olympischen Spiele 2012 in London über 200 m Lagen und 200 m Freistil für die Staffel.

## Auszeichnungen
- Michalak wurde 2008 als Sportlerin des Jahres in Halle ausgezeichnet. Sie erhielt den Ehrenpreis des Staatssekretärs im Kultusministerium.[6]